# Equazioni di Navier-Stokes
In fluidodinamica le equazioni di Navier-Stokes sono un sistema di tre equazioni di bilancio (equazioni alle derivate parziali) della meccanica dei continui, che descrivono un fluido viscoso lineare; in esse sono introdotte come leggi costitutive del materiale la legge di Stokes (nel bilancio cinematico) e la legge di Fourier (nel bilancio energetico). Le equazioni devono il loro nome a Claude-Louis Navier e a George Stokes. 
Queste equazioni corrispondono all'approssimazione di Chapman del primo grado delle equazioni di bilancio. 
In modo corrispondente, le equazioni di bilancio di Eulero costituiscono la prima e più importante approssimazione (corrispondono all'approssimazione di grado zero dell'espansione), mentre le equazioni di Burnett costituiscono la seconda approssimazione nella espansione asintotica, che tiene conto di effetti del secondo ordine. La soluzione analitica delle equazioni nel caso generale rappresenta uno dei problemi irrisolti della matematica moderna (i cosiddetti 7 problemi per il millennio), per il quale è stato istituito il premio Clay. Soluzioni analitiche particolari si hanno in casi semplificati, mentre soluzioni approssimate si ottengono tipicamente ricorrendo ai metodi propri dell'analisi numerica, e all'uso congiunto del calcolatore.

## Il modello matematico
La maggiore efficienza predittiva di tali equazioni rispetto a quelle di Eulero viene pagata in termini di difficoltà di soluzione. Nel caso generale coinvolgono infatti cinque equazioni scalari differenziali alle derivate parziali e 20 variabili. Il bilancio tra equazioni e incognite avviene con la definizione delle proprietà del fluido considerato, delle eventuali forze di campo in gioco e con considerazioni matematiche. Inoltre, a causa della loro non linearità, le equazioni di Navier-Stokes non ammettono quasi mai una soluzione analitica (ovvero una soluzione esatta), ma esclusivamente numerica (una soluzione approssimata con un metodo numerico).
Le equazioni di Navier-Stokes sono in grado di descrivere completamente qualsiasi flusso fluido, anche turbolento. In particolare per un flusso turbolento, dove cioè le traiettorie delle particelle di flusso non sono più costanti nel tempo, un approccio numerico di calcolo è chiamato generalmente simulazione numerica diretta (DNS). A causa del fatto che le risorse di calcolo necessarie alla loro risoluzione crescono con il numero di Reynolds (quasi con Re³) e che tale numero può avere valori dell'ordine di 106-109, tale approccio resta tecnicamente impossibile. In alternativa alla simulazione numerica è possibile adottare sistemi meno onerosi quali la formulazione LES o le equazioni mediate.
Le equazioni vengono completate dalle condizioni al contorno e dalle condizioni iniziali (condizioni imposte all'inizio temporale del fenomeno da studiare). Possono inoltre essere integrate dall'equazione di stato dei gas perfetti e dalle equazioni di conservazione delle singole specie gassose nel caso di una miscela di gas.
La soluzione delle equazioni fornisce il campo delle velocità del fluido. Da questo sarà poi possibile risalire a tutte le altre grandezze che caratterizzano il flusso.
Se per quasi un secolo la turbolenza è stata descritta come un processo statistico aleatorio, nell'agosto 2022 è stata sviluppata la prima evidenza sperimentale e alla simulazione numerica per la quale, sotto intervalli di tempo scelti opportunamente, le soluzioni sono deterministiche.

### Ipotesi del modello
Il modello matematico che permette l'analisi della dinamica dei continui deformabili si basa sulle seguenti caratteristiche:
- fluido continuo;
- fluido chimicamente omogeneo e non reagente;
- fluido privo di cariche elettriche.

#### Ipotesi di fluido continuo
Viene trascurata la natura discontinua della materia, in questo modo sarà possibile far tendere a zero un volume di fluido, senza che questo possa restare privo di materia.
Un parametro fondamentale che caratterizza il mezzo dal punto di vista della continuità è il numero di Knudsen, definito come il rapporto tra il cammino libero medio di una particella costituente il fluido e una lunghezza caratteristica del flusso:
{\displaystyle \mathrm {Kn} ={\frac {l}{L}}}
Se il numero di Knudsen è molto minore di uno, allora è possibile considerare il fluido continuo. Altrimenti sarà necessario studiare il comportamento del gas unicamente su base statistica, mediante la teoria cinetica dei gas, la quale analizza statisticamente la distribuzione delle velocità molecolari e da questa ricava tutte le proprietà del gas.

#### Ipotesi di fluido chimicamente omogeneo e non reagente
Verranno trascurate le perturbazioni dovute alla non omogeneità del flusso ed alle reazioni chimiche. Ciò non sarà del tutto possibile per flussi reagenti quali quelli all'interno di una camera di combustione ad esempio.

#### Ipotesi di fluido privo di cariche elettriche
Verranno trascurate le perturbazioni dovute al campo elettromagnetico. L'interazione di flussi con campi elettromagnetici è studiata dalla magnetofluidodinamica.

## Deduzione empirica
Le equazioni di Navier-Stokes sono la formalizzazione matematica di tre principi fisici ai quali i fluidi rispondono, imposta la condizione di continuo deformabile:
- principio di conservazione della massa (equazione di continuità);
- secondo principio della dinamica (bilancio della quantità di moto);
- primo principio della termodinamica (conservazione dell'energia).

Per questo motivo sono spesso nominate anche equazioni di bilancio.
Nei successivi paragrafi indicheremo sempre il vettore velocità del fluido con la notazione {\displaystyle {\vec {u}}}, mentre p e ρ indicheranno rispettivamente la pressione statica e la densità del fluido stesso. Il simbolo {\displaystyle {\vec {a}}} rappresenterà il vettore delle accelerazioni di campo.

### Descrizioni del moto materiale ed esterna
Ogni variabile di stato locale dipende in generale dalla posizione nello spazio e dal tempo. La posizione di una particella fluida poi, dipende dal tempo e dalla velocità di flusso.
Si usa in effetti solitamente descrivere temporalmente il moto di un fluido mediante in particolare due punti di vista, corrispondenti a due tipi diversi di derivata.
La descrizione più sintetica è la descrizione materiale (o Lagrangiana), che segue la traiettoria di ogni particella di fluido, coinvolgendo la derivata ordinaria rispetto al tempo delle variabili di stato locali (densità, velocità di flusso, temperatura).
Il punto di vista euleriano, invece, osserva le variazioni delle proprietà fisiche per ogni data posizione spaziale (x; y; z), e utilizza le derivate parziali. Le coordinate spaziali (assieme alla variabile temporale) saranno perciò variabili indipendenti. Le variabili dipendenti sono perciò funzione di quelle spaziali e temporali. Ad esempio, per la velocità:
{\displaystyle {\vec {u}}={\vec {u}}(x;y;z;t).}

### Teorema del trasporto di Reynolds
Per comodità di trattazione riportiamo il teorema del trasporto di Reynolds, che, per una proprietà:
{\displaystyle A=A(x;y;z;t)}
contenuta in un volume arbitrario V, che si muova con il fluido, ed abbia superficie S (a cui è associabile un vettore, con intensità corrispondente al valore numerico della proprietà A in quel punto della superficie, e verso normale alla superficie), è indicato come:
{\displaystyle {\frac {d}{dt}}\int _{V(t)}A\,dV=\int _{V(t)}{\frac {\partial A}{\partial t}}\,dV+\int _{S(t)}A{\vec {u}}\cdot \,d{\vec {S}}.}
Ricordando il teorema della divergenza, è possibile esprimere la precedente anche come:
{\displaystyle {\frac {d}{dt}}\int _{V(t)}A\,dV=\int _{V(t)}\left({\frac {\partial A}{\partial t}}+\nabla \cdot \left(A{\vec {u}}\right)\right)\,dV}
e ricordando che:
{\displaystyle \nabla \cdot \left(A{\vec {u}}\right)=\left({\vec {u}}\cdot \nabla \right)A+A\nabla \cdot {\vec {u}}}
nonché la definizione di derivata totale, è possibile esprimere il teorema in una forma molto utile:
{\displaystyle {\frac {d}{dt}}\int _{V(t)}A\,dV=\int _{V(t)}\left({\frac {DA}{Dt}}+A\nabla \cdot {\vec {u}}\right)\,dV.}

### Equazione di continuità

#### Punto di vista lagrangiano
Il principio di conservazione della massa, nel caso di moto di un fluido, può essere espresso dal punto di vista lagrangiano affermando che:
In questo caso dunque, in termini matematici:
{\displaystyle {\frac {dm}{dt}}={\frac {d}{dt}}\int _{V(t)}\rho \,dV=0\,.}
Applicando il teorema del trasporto di Reynolds alla densità ρ (massa per unità di volume), otteniamo l'equazione di continuità in forma di divergenza:
{\displaystyle {\frac {\partial \rho }{\partial t}}+\nabla \cdot \left(\rho {\vec {u}}\right)=0}
che può essere riportata anche in forma indiciale:
{\displaystyle {\frac {\partial \rho }{\partial t}}+{\frac {\partial \left(\rho u_{i}\right)}{\partial x_{i}}}=0}
che può essere riportata anche in forma estesa:
{\displaystyle {\frac {\partial \rho }{\partial t}}+{\frac {\partial \left(\rho u\right)}{\partial x}}+{\frac {\partial \left(\rho v\right)}{\partial y}}+{\frac {\partial \left(\rho w\right)}{\partial z}}=0}
o in termini della derivata totale:
{\displaystyle {\frac {D\rho }{Dt}}+\rho \nabla \cdot {\vec {u}}=0\,.}

#### Punto di vista euleriano
Lo stesso principio di conservazione, dal punto di vista euleriano, può essere così espresso:
Un generico flusso di massa per unità di superficie, che passi attraverso una coppia di facce P e Q di un volume, è considerato come il prodotto tra la densità ρ del fluido, la componente della velocità in direzione perpendicolare alla faccia considerata e l'area della faccia medesima.
Considerando l'ipotesi di elemento infinitesimo possiamo approssimare il valore del flusso nel punto centrale di ogni faccia con il suo valore medio e calcolare il valore del flusso su una faccia a partire dal valore assunto sulla faccia precedente tramite una serie di Taylor troncata al primo grado di espansione:
{\displaystyle \Phi _{P_{x}}=\rho u\,dydz\qquad \Phi _{Q_{x}}=\rho u\,dydz+{\frac {\partial \rho u}{\partial x}}\,dxdydz}
dove con Px e Qx si sono indicate le facce normali (cioè perpendicolari) alla direzione x. Seguendo l'enunciato del principio, ovverosia calcolando la differenza dei flussi, otteniamo:
{\displaystyle \Phi _{x}=\Phi _{Q_{x}}-\Phi _{P_{x}}=\rho u\,dydz+{\frac {\partial \rho u}{\partial x}}\,dxdydz-\rho u\,dydz={\frac {\partial \rho u}{\partial x}}\,dxdydz}
Estendendo il ragionamento alle altre direzioni spaziali otteniamo che il flusso netto sarà uguale a:
{\displaystyle \Phi =\left({\frac {\partial \rho u}{\partial x}}+{\frac {\partial \rho v}{\partial y}}+{\frac {\partial \rho w}{\partial z}}\right)\,dxdydz=\left[\nabla \cdot \left(\rho {\vec {u}}\right)\right]\,dxdydz.}
Ponendo ora la variazione di massa nel tempo uguale all'opposto del flusso netto:
{\displaystyle {\frac {\partial \rho }{\partial t}}\,dxdydz=-\left[\nabla \cdot \left(\rho {\vec {u}}\right)\right]\,dxdydz}
ed infine, per unità di volume:
{\displaystyle {\frac {\partial \rho }{\partial t}}+\nabla \cdot \left(\rho {\vec {u}}\right)=0}
riottenendo l'espressione precedentemente mostrata.

### Equazione di bilancio della quantità di moto

#### Punto di vista lagrangiano
La conservazione della quantità di moto (definita come prodotto della massa per la velocità o, per unità di volume, della densità per la velocità) si esprime affermando che:
e matematicamente:
{\displaystyle {\frac {d{\vec {Q}}}{dt}}={\vec {F}}_{e}}
dove, appunto, con Fe si è indicata la somma delle forze esterne, di massa (come ad esempio la forza di gravità) e di superficie (quali ad esempio le forze viscose).
Introducendo questa differenziazione nelle forze ed una formulazione integrale:
{\displaystyle {\frac {d}{dt}}\int _{V(t)}\rho {\vec {u}}\,dV=\int _{V(t)}\rho {\vec {F}}_{V}\,dV+\int _{S(t)}{\vec {F}}_{S}\,dS}
Il primo membro può essere trasformato in forma più conveniente mediante il teorema del trasporto di Reynolds:
{\displaystyle {\frac {d}{dt}}\int _{V(t)}\rho {\vec {u}}\,dV=\int _{V(t)}\left({\frac {D\rho {\vec {u}}}{Dt}}+\rho {\vec {u}}\left(\nabla \cdot {\vec {u}}\right)\right)\,dV}
che può essere ridotta nella forma:
{\displaystyle {\frac {d}{dt}}\int _{V(t)}\rho {\vec {u}}\,dV=\int _{V(t)}\rho {\frac {D{\vec {u}}}{Dt}}\,dV+\int _{V(t)}{\vec {u}}\left({\frac {D\rho }{Dt}}+\rho \nabla \cdot {\vec {u}}\right)\,dV}
dove l'ultimo integrale coincide con l'equazione di continuità ed è perciò nullo.
Se si applica il teorema della divergenza all'ultimo integrale dell'equazione della quantità di moto, sarà possibile scriverlo come integrale di volume. L'equazione si trasforma quindi come segue:
{\displaystyle \int _{V(t)}\left(\rho {\frac {D{\vec {u}}}{Dt}}-\rho {\vec {F}}_{V}-\nabla \cdot \sigma \right)\,dV=0}
dove con σ si è indicato il tensore degli sforzi. Dato che l'uguaglianza precedente deve valere per qualsiasi arbitrario volume di integrazione, dovrà essere nullo l'integrando:
{\displaystyle \rho {\frac {D{\vec {u}}}{Dt}}=\rho \left({\frac {\partial {\vec {u}}}{\partial t}}+\left({\vec {u}}\cdot \nabla \right){\vec {u}}\right)=\rho {\vec {F}}_{V}+\nabla \cdot \sigma }
che esprime l'equazione della quantità di moto (per unità di volume).

#### Punto di vista euleriano
Il secondo principio della dinamica esprime la conservazione della quantità di moto e, per un elemento del fluido può essere enunciato come segue:
Quindi, con formulazione integrale:
{\displaystyle {\frac {d}{dt}}\int _{V}\rho {\vec {u}}\,dV+\oint _{S}\left(\rho {\vec {u}}\right){\vec {u}}\cdot {\hat {n}}\,dS=\int _{V}{\vec {F}}_{V}\,dV+\oint _{S}\sigma \,dS}
dove il volume (come la superficie S che lo racchiude) non è funzione del tempo.

#### Il tensore delle tensioni per un fluido

Generica forza agente su una superficie (orientata).

Il tensore delle tensioni o tensore degli sforzi è un tensore tridimensionale di secondo grado, caratterizzato da nove componenti σik che rappresentano le tre componenti degli sforzi nelle tre direzioni spaziali di un certo sistema di riferimento cartesiano. In forma matematica:
{\displaystyle \sigma ={\begin{Bmatrix}\sigma _{11}&\sigma _{12}&\sigma _{13}\\\sigma _{21}&\sigma _{22}&\sigma _{23}\\\sigma _{31}&\sigma _{32}&\sigma _{33}\\\end{Bmatrix}}.}
Se si considera una generica superficie, orientata secondo il versore n come nella figura, e la risultante delle forze elementari che le molecole di fluido in prossimità della faccia positiva esercitano su quelle in prossimità della faccia negativa si ha che lo sforzo relativo alla superficie S ed al versore n è:
{\displaystyle {\vec {\sigma }}_{n}={\frac {{\vec {F}}_{n}}{S}}}
Il pedice n indica che la forza dipende dalle dimensioni e dall'orientamento della superficie, mentre lo sforzo dal solo orientamento.
Nel caso statico, cioè di un fluido in quiete, a differenza della meccanica dei solidi, l'unica forza sarà puramente normale e lo sforzo risultante sarà chiamato pressione. In un fluido in moto invece, l'attrito tra strati adiacenti e che si muovano a differente velocità darà luogo a forze risultanti oblique.
Al contrario dei solidi elastici, per i quali gli sforzi dipendono essenzialmente dalla deformazione attuale delle particelle, per i fluidi gli sforzi dipendono dalla velocità di deformazione.

#### Fluido non micropolare
Nel caso in cui il fluido sia non micropolare, cioè con tensore degli sforzi simmetrico, quindi σik = σki, cosicché le nove componenti sono ridotte a sei quantità indipendenti. Ciò è dovuto al fatto che i momenti meccanici agenti sulle facce di un certo volume (per esempio in forma di parallelepipedo rettangolo), rispetto ad un certo asse (per esempio z), che passi per il centro del volume, sono:
{\displaystyle \left|{\vec {M}}_{z}\right|=\sigma '_{12}\,bc\,{\frac {a}{2}}-\sigma ''_{12}\,bc\left(-{\frac {a}{2}}\right)+\sigma '_{21}\,ac\left(-{\frac {b}{2}}\right)-\sigma ''_{21}\,ac\,{\frac {b}{2}}}
mentre l'equazione del momento meccanico di un moto attorno ad un baricentro di un parallelepipedo è:
{\displaystyle \left|{\vec {M}}_{z}\right|=I_{z}\,\omega _{z}=\rho \,abc\,{\frac {a^{2}+b^{2}}{12}}\,\omega _{z}}
dove con Iz si è indicato il momento d'inerzia attorno all'asse z e con ωz la velocità angolare. Eguagliando le precedenti espressioni si ottiene:
{\displaystyle \rho \,{\frac {a^{2}+b^{2}}{12}}\,\omega _{z}={\frac {\sigma '_{12}+\sigma ''_{12}}{2}}-{\frac {\sigma '_{21}+\sigma ''_{21}}{2}}.}
Al tendere del volume a 0, le lunghezze a, b e c tenderanno a 0, mentre gli sforzi sulle facce opposte tenderanno ad un valore comune. Resta quindi:
{\displaystyle \sigma _{12}-\sigma _{21}=0}
che vale anche per gli altri assi.

#### Relazioni tra sforzi e velocità di deformazione: fluidi newtoniani isotropi
Un fluido si definisce newtoniano quando la sua viscosità non varia con la velocità e, per questo motivo, la relazione matematica che lega il tensore degli sforzi alle componenti del tensore della velocità di deformazione è lineare.
Desiderando trovare le relazioni che legano sforzi e velocità di deformazione, analizziamo i casi più semplici per poi sommarne gli effetti (grazie alla linearità del problema), ricavando il caso generale.
Il caso più semplice in assoluto sarà il caso statico: come già osservato gli sforzi saranno puramente normali, mentre il tensore delle velocità di deformazione (che indicheremo con {\displaystyle {\underline {\underline {\varepsilon }}}}) è nullo per ipotesi. In termini matematici:
{\displaystyle {\begin{cases}\sigma _{ik}=-p\qquad &\mathrm {per\ } i=k\\\sigma _{ik}=0\qquad &\mathrm {per\ } i\neq k.\\\end{cases}}}
Consideriamo adesso un flusso in moto, dove però, per un particolare sistema di riferimento cartesiano, gli sforzi siano puramente normali alle superfici di un elemento di forma parellelepipeda (sistema di riferimento degli assi principali di deformazione). Per esempio supponiamo che sia:
{\displaystyle {\begin{cases}\sigma _{ik}=0\qquad &\mathrm {per\ } i\neq k\\\sigma _{11}>\sigma _{22}=\sigma _{33}\,.\\\end{cases}}}
Gli effetti del sistema di sforzi precedente su un fluido, sono differenti nel caso di fluido isotropo (come ad esempio acqua ed aria) oppure anisotropo (come ad esempio il sangue, le cui molecole conferiscono al fluido proprietà diverse nelle differenti direzioni). L'esperienza fisica dimostra che i fluidi che interessano l'aerodinamica e l'idrodinamica sono fluidi newtoniani ed isotropi, altrimenti detti fluidi stokesiani. Analizzeremo perciò un fluido isotropo, dove cioè dovrà essere ε12 = 0:
{\displaystyle {\begin{cases}\varepsilon _{ik}=0\qquad &\mathrm {per\ } i\neq k\\\varepsilon _{11}>0\\\varepsilon _{22}=\varepsilon _{33}<\varepsilon _{11}\,.\\\end{cases}}}
Resta infine da considerare il caso più generale, dove cioè tutte le componenti degli sforzi saranno diversi da zero:
{\displaystyle \sigma _{ik}\neq 0\quad \forall i;k\qquad \Rightarrow \qquad \varepsilon _{ik}\neq 0\quad \forall i;k.}
Ogni componente del tensore degli sforzi sarà una certa funzione, lineare per fluidi newtoniani, delle componenti del tensore delle velocità di deformazione. Sviluppando tale funzione in serie di Taylor (arrestata al primo grado per la sua proprietà di linearità), si ottiene:
{\displaystyle \sigma _{ik}=f_{0}+f_{1}(\varepsilon _{mn}).}
Resta ora da ricavare tali funzioni lineari: trattando il problema in un sistema di riferimento particolare quale quello degli assi principali di deformazione, si ha:
{\displaystyle {\begin{cases}\sigma _{11}=f_{0}+a_{1}\varepsilon _{11}+b_{1}\varepsilon _{22}+b_{1}\varepsilon _{33}\\\sigma _{22}=f_{0}+a_{2}\varepsilon _{22}+b_{2}\varepsilon _{11}+b_{2}\varepsilon _{33}\\\sigma _{33}=f_{0}+a_{3}\varepsilon _{33}+b_{3}\varepsilon _{11}+b_{3}\varepsilon _{22}.\\\end{cases}}}
Nel primo caso analizzato sarà quindi:
{\displaystyle f_{0}=-p.\ }
A causa del fatto che studiamo un fluido stokesiano, vi è inoltre completa equivalenza di comportamento tra le tre direzioni principali di deformazione x1, x2, x3 e quindi:
{\displaystyle {\begin{cases}a_{1}=a_{2}=a_{3}=a\\b_{1}=b_{2}=b_{3}=b\\\end{cases}}}
e dunque il sistema iniziale si potrà scrivere come:
{\displaystyle {\begin{cases}\sigma _{11}=f_{0}+(a-b)\varepsilon _{11}+b\sum _{i=1}^{3}\varepsilon _{ii}\\\sigma _{22}=f_{0}+(a-b)\varepsilon _{22}+b\sum _{i=1}^{3}\varepsilon _{ii}\\\sigma _{33}=f_{0}+(a-b)\varepsilon _{33}+b\sum _{i=1}^{3}\varepsilon _{ii}.\\\end{cases}}}
Infine, tenendo conto che
{\displaystyle \sum _{i=1}^{3}\varepsilon _{ii}=\nabla \cdot {\vec {u}}}
e ponendo per comodità
{\displaystyle {\begin{cases}a-b=2\mu \\b=\lambda \\\end{cases}}}
si ottiene:
{\displaystyle {\begin{cases}\sigma _{11}=-p+\lambda \nabla \cdot {\vec {u}}+2\mu \,\varepsilon _{11}\\\sigma _{22}=-p+\lambda \nabla \cdot {\vec {u}}+2\mu \,\varepsilon _{22}\\\sigma _{33}=-p+\lambda \nabla \cdot {\vec {u}}+2\mu \,\varepsilon _{33}\\\end{cases}}}
dove il secondo termine al secondo membro descrive l'effetto della viscosità dovuto alla variazione di volume di una particella di fluido.
Non resta ora che generalizzare il sistema di equazioni precedente al caso di una terna di riferimento qualsiasi:
{\displaystyle {\begin{cases}\sigma _{kk}=-p+\lambda \nabla \cdot {\vec {u}}+2\mu \,\varepsilon _{kk}\\\sigma _{ik}=2\mu \,\varepsilon _{ik}\qquad i\neq k.\\\end{cases}}}
La prima equazione del sistema precedente evidenzia il fatto che, nel caso generale, i tre sforzi normali sono differenti tra loro. La loro media è:
{\displaystyle {\begin{aligned}{\frac {\sigma _{11}+\sigma _{22}+\sigma _{33}}{3}}&=-p+\lambda \nabla \cdot {\vec {u}}+{\frac {2}{3}}\;\mu \left(\varepsilon _{11}+\varepsilon _{22}+\varepsilon _{33}\right)=\\&=-p+\lambda \nabla \cdot {\vec {u}}+{\frac {2}{3}}\;\mu \nabla \cdot {\vec {u}}\\&=-p+\mu '\nabla \cdot {\vec {u}}\end{aligned}}}
dove con μ' si è indicata la viscosità di volume (o in terminologia anglosassone bulk viscosity), la quale descrive la differenza tra lo sforzo normale medio e la pressione di un fluido, dovuta alla viscosità. Il valore della viscosità di volume in genere è trascurabile per i gas, in particolare per quelli monoatomici.

### Conservazione dell'energia
Il primo principio della termodinamica, ovvero il principio di conservazione dell'energia può essere espresso dicendo che la variazione nell'unità di tempo dell'energia totale del fluido contenuto nel volume di controllo sommata al flusso netto di energia totale attraverso le facce del volume di controllo uguaglia la somma della potenza delle forze agenti sull'elemento di fluido e del flusso netto di energia termica trasmessa all'elemento di fluido per conduzione.
Come si nota in questa formulazione viene trascurata l'energia trasmessa all'elemento per irraggiamento.
Formalizzando matematicamente questo principio si sfrutterà il concetto di energia totale per unità di massa {\displaystyle E} che è uno scalare definito come:
{\displaystyle E=e+{\frac {1}{2}}V^{2}}
cioè la somma tra l'energia interna delle molecole e l'energia meccanica degli elementini di fluido.
Nell'enunciato si parla di flusso netto di energia totale: come per la quantità di moto si indicherà questo flusso come il prodotto tra il flusso di massa e l'energia totale per unità di massa trasportata in ogni direzione:
{\displaystyle \Phi _{E}={\frac {\partial E\rho u}{\partial x}}+{\frac {\partial E\rho v}{\partial y}}+{\frac {\partial E\rho w}{\partial z}}=\nabla \cdot \left(E\rho {\vec {u}}\right)}
La potenza degli sforzi agenti sull'elementino di fluido considerato comprende sia la potenza sviluppata dagli sforzi viscosi del tensore {\displaystyle \sigma } sia gli sforzi associati alla pressione.
Ricorrendo alla definizione di potenza come prodotto di una forza per una velocità, si potrà scrivere:
{\displaystyle P_{\sigma }={\frac {\partial (\sigma _{xx}u+\sigma _{yx}v+\sigma _{zx}w)}{\partial x}}+{\frac {\partial (\sigma _{xy}u+\sigma _{yy}v+\sigma _{zy}w)}{\partial y}}+{\frac {\partial (\sigma _{xz}u+\sigma _{yz}v+\sigma _{zz}w)}{\partial z}}=\nabla \cdot \left({\vec {u}}^{T}\cdot \sigma \right)}
per quanto riguarda gli sforzi viscosi, mentre per la pressione sarà:
{\displaystyle P_{p}=-\left({\frac {\partial pu}{\partial x}}+{\frac {\partial pv}{\partial y}}+{\frac {\partial pw}{\partial z}}\right)=-\nabla \cdot \left(p{\vec {u}}\right)}
La potenza delle forze di campo si definisce come:
{\displaystyle P_{c}=\rho a_{x}u+\rho a_{y}v+\rho a_{z}w=\rho {\vec {a}}\cdot {\vec {u}}}
Per quanto riguarda la potenza termica trasmessa per conduzione attraverso le facce dell'elementino è necessaria la definizione di un vettore {\displaystyle {\vec {q}}=[q_{x},q_{y},q_{z}]^{T}} flusso termico.
Sarà possibile scrivere:
{\displaystyle P_{T}=-\left({\frac {\partial q_{x}}{\partial x}}+{\frac {\partial q_{y}}{\partial y}}+{\frac {\partial q_{z}}{\partial z}}\right)=-\nabla \cdot {\vec {q}}}
L'equazione completa che formalizza il primo principio della termodinamica per i fluidi in movimento sarà quindi:
{\displaystyle {\frac {\partial \left(\rho E\right)}{\partial t}}+\nabla \cdot \left(E\rho {\vec {u}}\right)=-\nabla \cdot \left(p{\vec {u}}\right)+\nabla \cdot \left({\vec {u}}^{T}\cdot \sigma \right)+\rho {\vec {a}}\cdot {\vec {u}}-\nabla \cdot {\vec {q}}}

### Osservazioni e chiusura del problema
Le 3 equazioni (due equazioni scalari ed un'equazione vettoriale) appena derivate sono insufficienti, da sole, alla chiusura del problema della determinazione del campo di moto del fluido. Infatti le equazioni contengono 20 incognite:
- densità
- vettore velocità (3 incognite)
- pressione
- tensore degli sforzi viscosi {\displaystyle \sigma } (9 incognite)
- vettore accelerazione di campo (3 incognite)
- energia interna {\displaystyle e}
- vettore flusso termico {\displaystyle {\vec {q}}}, sempre riconducibile a una funzione di un coefficiente di conducibilità termica e della temperatura (2 incognite).

Queste equazioni sono del tutto generali e per la loro applicazione è necessaria una sorta di specializzazione delle stesse alla situazione di lavoro.
Per la chiusura del problema è quindi necessario definire le proprietà termofisiche del fluido in esame (che permettono di definire la conducibilità termica, la densità, l'energia interna e una o più equazioni di stato in grado di determinare anche temperatura e pressione) e il campo di forze in cui si muove (determinando il vettore di accelerazioni di campo). Inoltre si osserva che il tensore degli sforzi viscosi {\displaystyle S} è simmetrico, con la conseguenza che le incognite effettivamente contenute sono 6 e non 9 e sono determinabili sperimentalmente o teoricamente specificando il tipo di fluido. Saranno successivamente necessarie le condizioni iniziali e le condizioni al contorno, trattandosi di equazioni differenziali (problema di Cauchy o problema di Neumann).

## Le equazioni in forma adimensionale
Le equazioni scritte nei paragrafi precedenti sono in forma dimensionale, nel senso che ogni termine possiede dimensioni fisiche della grandezza considerata:
- {\displaystyle \mathrm {\left[{\frac {kg}{m^{3}\,s}}\right]\qquad } } nella prima equazione;
- {\displaystyle \mathrm {\left[{\frac {kg}{m^{2}\,s^{2}}}\right]\qquad } } nelle tre equazioni della quantità di moto;
- {\displaystyle \mathrm {\left[{\frac {kg}{m\,s^{3}}}\right]\qquad } } nell'ultima equazione.

Di conseguenza, volendo confrontare tra loro i numerosi coefficienti per sapere quali di essi sia il più preponderante nei vari casi in esame, bisognerebbe calcolare il valore di ogni singolo termine. Un metodo pratico per ovviare a questa necessità è quello di dividere ogni coefficiente per una certa grandezza omogenea di riferimento, in tal modo i coefficienti risulteranno adimensionali. Queste grandezze di riferimento saranno scelte in base alle condizioni al contorno ed alle condizioni iniziali del particolare problema fluidodinamico che si vuole esaminare. Qui sono indicate con il pedice 0 (zero):
{\displaystyle \rho ^{*}={\frac {\rho }{\rho _{0}}}\qquad {u_{i}}^{*}={\frac {u_{i}}{U_{0}}}\qquad p^{*}={\frac {p}{p_{0}}}\qquad t^{*}={\frac {t}{t_{0}}}\qquad x^{*}={\frac {x_{i}}{L_{0}}}\qquad T^{*}={\frac {T}{T_{0}}}}

### L'equazione di conservazione della massa
L'equazione di conservazione della massa scritta nella forma:
{\displaystyle {\frac {D\rho }{Dt}}+\rho {\vec {\nabla }}\cdot {\vec {u}}={\frac {\partial \rho }{\partial t}}+({\vec {u}}\cdot {\vec {\nabla }})\rho +\rho {\vec {\nabla }}\cdot {\vec {u}}=0}
può essere resa adimensionale esprimendola nella forma:
{\displaystyle \mathrm {St} \;{\frac {\partial \rho ^{*}}{\partial t^{*}}}+({\vec {u}}^{*}\cdot {\vec {\nabla }}^{*})\rho ^{*}+\rho ^{*}{\vec {\nabla }}^{*}\cdot {\vec {u}}^{*}=0}
dove con il simbolo St si è indicato il gruppo adimensionale, detto numero di Strouhal:
- {\displaystyle \mathrm {St} ={\frac {L_{0}}{U_{0}\;t_{0}}}}.

### Le equazioni di conservazione della quantità di moto
Le equazioni di conservazione della quantità di moto possono essere adimensionalizzate nella forma:
{\displaystyle \mathrm {St} \left(\rho ^{*}{\frac {\partial {\vec {u}}^{*}}{\partial t^{*}}}\right)+\rho ^{*}\left({\vec {u}}^{*}\cdot {\vec {\nabla }}^{*}\right){\vec {u}}^{*}=-{\frac {1}{\mathrm {Ru} }}{\vec {\nabla }}^{*}p^{*}-{\frac {1}{\mathrm {Fr} ^{2}}}\rho ^{*}{\vec {k}}+{\frac {1}{\mathrm {Re} }}{\nabla ^{*}}^{2}{\vec {u}}^{*}+{\frac {1}{3\,\mathrm {Re} }}{\vec {\nabla }}^{*}\left({\vec {\nabla }}^{*}\cdot {\vec {u}}^{*}\right)}
dove i simboli indicano i seguenti gruppi adimensionali:
- {\displaystyle \mathrm {Re} ={\frac {U_{0}\,L_{0}}{\nu }}={\frac {\rho _{0}\,U_{0}\,L_{0}}{\mu }}} numero di Reynolds;
- {\displaystyle \mathrm {Fr} ={\sqrt {\frac {U_{0}^{2}}{g\,L_{0}}}}} numero di Froude;
- {\displaystyle \mathrm {Ru} ={\frac {\rho _{0}\,U_{0}^{2}}{p_{0}}}} numero di Ruark, inverso del numero di Eulero.

Nel caso in cui la viscosità dinamica {\displaystyle \mu } non sia costante, si troverà un valore di riferimento {\displaystyle \mu _{0}} e si utilizzerà all'interno dell'equazione il valore adimensionale {\displaystyle \mu ^{*}}.

### L'equazione di conservazione dell'energia termica
L'equazione di conservazione dell'energia termica, dato che quella dell'energia meccanica condurrebbe a gruppi adimensionali già visti per le equazioni della quantità di moto, viene espressa in funzione di termini adimensionali:
{\displaystyle \mathrm {St} \left(\rho ^{*}{\frac {\partial T^{*}}{\partial t^{*}}}\right)+\rho ^{*}\left({\vec {u}}^{*}\cdot {\vec {\nabla }}^{*}\right)T^{*}=\mathrm {St} \,{\frac {\mathrm {Ec} }{\mathrm {Ru} }}\,{\frac {\partial p^{*}}{\partial t^{*}}}+{\frac {\mathrm {Ec} }{\mathrm {Ru} }}\left({\vec {u}}^{*}\cdot {\vec {\nabla }}^{*}\right)p^{*}+{\frac {\mathrm {Ec} }{\mathrm {Re} }}\Phi ^{*}+{\frac {1}{\mathrm {Pr} \,\mathrm {Re} }}{\nabla ^{*}}^{2}T^{*}+{\frac {\mathrm {Nu} }{\mathrm {Pr} \,\mathrm {Re} }}\rho ^{*}{\dot {q}}^{*}}
dove i simboli indicano i seguenti gruppi adimensionali:
- {\displaystyle \mathrm {Ec} ={\frac {U_{0}^{2}}{c_{p}\,T_{0}}}} numero di Eckert;
- {\displaystyle \mathrm {Pr} ={\frac {\mu \,c_{p}}{K}}={\frac {\nu }{\alpha }}} numero di Prandtl, dove con {\displaystyle {\alpha }={\frac {K}{\rho \,c_{p}}}} si è indicato il coefficiente di diffusività termica;
- {\displaystyle \mathrm {Nu} =-{\frac {\lambda \,L_{0}}{K}}} numero di Nusselt, dove con {\displaystyle \lambda } si è indicato il coefficiente di scambio termico.